# Johann Jakob Baader
Johann Jakob Baader (* 4. April 1810, Gelterkinden; † 16. März 1879 ebenda) war ein Schweizer Nationalrat und Arzt. 

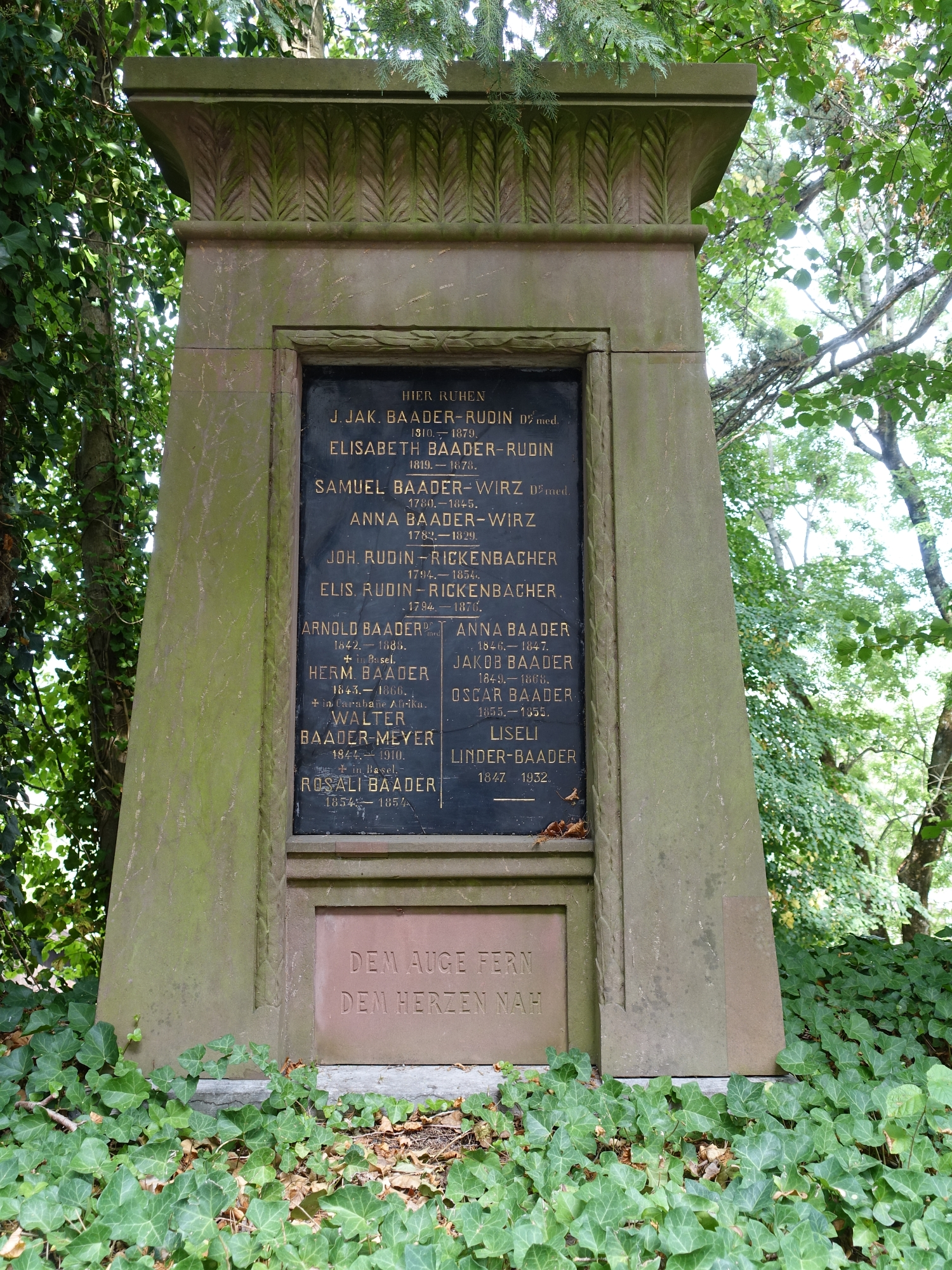
Johann Jakob Baader-Rudin. Familiengrab bei der reformierten Kirche in Gelterkinden

## Leben
Johann Jakob Baader war Sohn des Samuel Baader. Er nahm Lateinunterricht bei verschiedenen Pfarrern. Sein Medizinstudium absolvierte er in Basel, Freiburg im Breisgau, Heidelberg und in Zürich, welches er 1834 abschloss. In Freiburg wurde er 1829 Mitglied des Corps Helvetia, in Heidelberg schloss er sich 1831 dem dortigen Corps Helvetia an. Im Jahr 1840 heiratete er Elisabeth Rudin  von Bennwil. Sein Sohn war der Arzt und Gönner Arnold Baader. Ein Jahr später wurde er Bezirksarzt. 

## Politik
Zwischen 1836 und 1857 und zwischen 1866 und 1872 vertrat er Gelterkinden im Baselbieter Landrat. Gleichzeitig war er von 1866 bis 1869 ein liberaler Nationalrat. Er beteiligte sich im oberen Kantonsteil am Aufbau des neuen Staatswesens. Er war ein einflussreicher Vertreter der damaligen wichtigsten Partei, der Ordnungspartei. Ausserdem war er Präsident des Sanitätsrats und Gründer des Lesevereins und der Mädchensekundarschule Gelterkinden. Er war für den Neubau der Strafanstalt und des Kantonsspitals. Im Jahr 1865 war er ein Mitbegründer der Schweizerischen Ärztegesellschaft. Zwischen 1873 und 1878 war er ein Verwaltungsrat der Basellandschaftlichen Hypothekenbank und gleichzeitig tätig als Bataillonsarzt.  